# Sonia Todd
Sonia Todd (Adelaide, 1959) è un'attrice australiana, in Italia è conosciuta per il ruolo di Meg Fountain della serie televisiva Le sorelle McLeod.

## Biografia
Ha studiato al National Institute of Dramatic Art e ha recitato nella commedia Ballroom - Gara di ballo, diretta da Baz Luhrmann. Ha anche interpretato la cameriera, Sylvia, nel film Shine del 1990, diretto da Scott Hicks, nella scena del caffè in cui Geoffrey Rush interpreta Il volo del calabrone di Nikolai Rimsky-Korsakov davanti ad un pubblico comprensibilmente sbalordito.
Todd ha ricoperto il ruolo di Georgia Rattray nella serie televisiva Polizia squadra soccorso, per la quale ha vinto un AFI Award nel 1991. È stata anche nominata per un AFI Award per il suo ruolo nella miniserie The Potato Factory del 2000.
Todd ha ricoperto un ruolo ricorrente in All Saints interpretando la psichiatra Elizabeth Foy. 
Nel gennaio 2009, Todd si è unito al cast della serie drammatica di Seven Network Home and Away nel ruolo regolare di Gina Austin. Dopo quattro anni nello show, Todd ha deciso di lasciare Home and Away per intraprendere altre sfide di recitazione.

## Vita privata
Nel 1992 è diventata mamma del suo primo figlio, Lewis. In seguito si è sposata con l'attore Rhett Walton da cui ha avuto un altro figlio, Sean, nel 2001.

## Filmografia

### Cinema
- Police Rescue, regia di Michael Carson (1994)
- Shine, regia di Scott Hicks (1996)
- Spirit-ED, regia di Peter Mether – cortometraggio (2012)

### Televisione
- Polizia squadra soccorso (Police Rescue) – serie TV, 62 episodi (1989-1996)
- Come in Spinner – miniserie TV, puntate 01-02 (1990)
- Wandin Valley (A Country Practice) – serie TV, episodi 11x09-11x10 (1991)
- Mother and Son – serie TV, episodio 5x03 (1992)
- G.P. – serie TV, episodio 6x06 (1994)
- Natural Justice: Heat, regia di Scott Hartford-Davis – film TV (1996)
- Good Guys Bad Guys – serie TV, episodio 1x01 (1997)
- Return to Jupiter – serie TV, 13 episodi (1997)
- Simone de Beauvoir's Babies, regia di Kate Woods – miniserie TV (1997)
- Reprisal, regia di Robert Marchand – film TV (1997)
- Specchio del passato (Mirror, Mirror) – serie TV, 26 episodi (1997-1998)
- Water Rats – serie TV, 13 episodi (1998)
- Halifax (Halifax f.p.) – serie TV, episodio 1x13 (1999)
- Wildside – serie TV, episodio 2x20 (1999)
- The Potato Factory, regia di Robert Marchand – miniserie TV (2000)
- Marriage Acts, regia di Robert Marchand – film TV (2000)
- All Saints – serie TV, 17 episodi (2001, 2007-2008)
- Le sorelle McLeod (McLeod's Daughters) – serie TV, 111 episodi (2001-2009)
- Home and Away – soap opera, 321 puntate (2009-2013)
- Rake – serie TV, 13 episodi (2010-2018)
- Janet King – serie TV, 5 episodi (2014)
- The Secrets She Keeps – serie TV, episodi 2x01-2x02 (2022)